# Iheringichthys labrosus
El bagre amarillo trompudo (Iheringichthys labrosus) o bagre yurupito es una especie de pez de la familia Pimelodidae en el orden de los Siluriformes.

## Morfología
Los machos pueden llegar alcanzar los 29,7 cm de longitud total y 195 g de peso. No debe confundirse con el bagre amarillo. Se diferencia por el tamaño de la boca.

## Hábitat
Es un pez de agua dulce y de clima tropical.

## Distribución geográfica
Se encuentran en Sudamérica:  cuenca del río Paraná.